# Lettere patenti

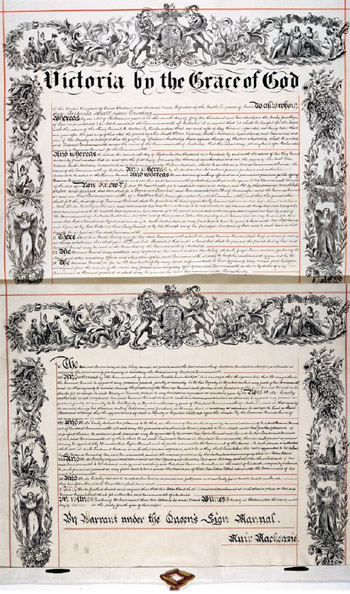
Lettere patenti rilasciate dalla regina Vittoria nel 1900 che istituiscono l'ufficio di governatore generale dell'Australia come parte del processo di trasformazione dell'Australia in una Federazione.

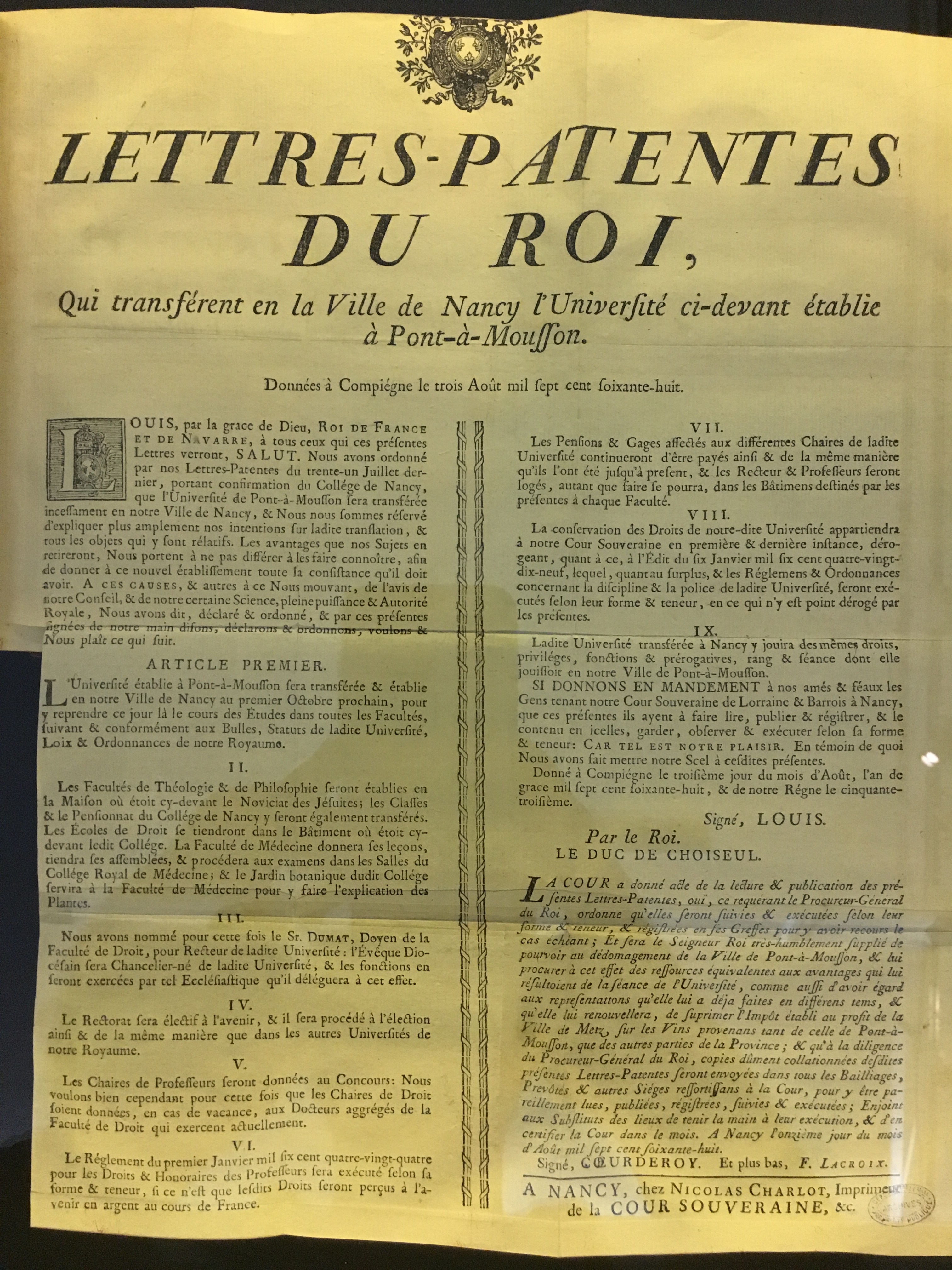
Lettere patenti emanate dal re Luigi XV che trasferiscono un predecessore dell'Università della Lorena a Nancy nel 1768.

Le lettere patenti sono provvedimenti aventi forza di legge emanati da un sovrano senza l'approvazione di nessun Consiglio. Esse corrispondono a decreti emanati dal governo, ma non necessitano di una conversione in legge ed entrano immediatamente in vigore. Possono anche sancire provvedimenti amministrativi e in questo caso hanno valore di ordinanza. 
Per antonomasia in Italia, quelle con cui re Carlo Alberto concesse nel 1848, primo sovrano e stato nella penisola italiana, i diritti civili e politici (compreso l'accesso alla carriera accademica e a quella militare) a valdesi ed ebrei.
Il termine patenti si riferisce alla validità erga omnes, ossia nei confronti di tutti, dei provvedimenti, in contrapposizione alle "lettere chiuse" (litterae clausae) che avevano natura privata.

## Riconoscimento della nobiltà
Le lettere patenti furono utilizzate anche come documento, concesso dal sovrano, per attestare o conferire la nobiltà di una persona. Il sovrano era generalmente insindacabile nell'esercizio di questa sua prerogativa. 
Esempi particolari sono le lettere patenti di "nobiltà generosa" diffuse nella Sardegna aragonese, come i titoli di rango e nobilitazione, particolari per il valore certificatorio della nobiltà generosa e per conferire, al contempo, la nobiltà ereditaria; presso la Santa Sede, ciò avvenne per mezzo dei conferimenti del Cavalierato della milizia aurata (Speron d'Oro), ad vitam-ad personam, ma perpetuo nella nobiltà (fino alle modifiche giuridiche di Gregorio XVI nel 1841) e poi con il Cavalierato di gran croce dell'Ordine Piano (dalla Fondazione di Pio IX alle modifiche di Pio XII).

## Diplomazia
Il nuovo Zingarelli le definisce documenti conferiti dallo Stato invitante al console, mediante cui quest'ultimo è legittimato ad agire in qualità di organo diplomatico.